# Championnats de Suisse d'escrime 2011
Navigation
Édition précédente Édition suivante
Les championnats de Suisse d'escrime 2011 à l'épée ont eu lieu en janvier 2012 à Bienne.

## Épreuves et participants
- Épée Dames Individuel : 32
- Épée Hommes Individuel : 64
- Épée Dames équipes : 8
- Épée Hommes équipes : 16
- Fleuret Dames Individuel
- Fleuret Hommes Individuel
- Fleuret Hommes Equipes
- Sabre Dames Individuel
- Sabre Hommes Individuel
- Sabre Hommes Équipes

## Classements individuels

### Épée

#### Femmes
- : Tiffany Géroudet - SE Sion
- : Anina Hochstrasser - SE Bâle
- : Lara Imhof - SE Bâle
- : Anne-Käthi Obrecht - SE Bâle

#### Hommes
- : Fabian Kauter - FC Berne
- : Giacomo Paravicini - SE Bâle
- : Peer Borsky - ZFC Zürich
- : Benjamin Steffen- SE Bâle

## Classements équipes

### Épée

#### Femmes
- : SE Bâle 1
- : FG Lucerne
- : SE Sion

#### Hommes
- : SE Bâle
- : FC Bern 1
- : ZFC Zürich